# Neuropsicoanalisi
Neuropsicoanalisi è un termine coniato nel 1999 per indicare un paradigma di ricerca che si situa tra l'ambito delle neuroscienze e quello della psicoanalisi, che cerca di conciliare e coniugare alcuni modelli teorici di entrambe le discipline per una migliore comprensione complessiva del rapporto mente-cervello e di sviluppare una pratica clinica e psicoterapeutica che unifichi in un sistema coerente i due settori.
Essa ha origine dal recente presupposto che il dualismo epistemologico ed esplicativo tra la ricerca psicodinamica e quella neuroscientifica non ha più motivo di esistere.
(Oliver Sacks - A Leg to Stand On)
In tale approccio, che amplia il paradigma classico delle neuroscienze cognitive, la comprensione dei processi psichici è ritenuta insoddisfacente se viene basata solo su un modello esplicativo di tipo cognitivista, o su approcci simili a quello dell'elaborazione delle informazioni (Human Information Processing).
La recente revisione autocritica di alcuni assetti della propria modellizzazione scientifica da parte dei neuroscienziati ha contribuito alla nascita di questo nuovo approccio scientifico.

## Storia

### Presupposti filosofici

#### Dualismo

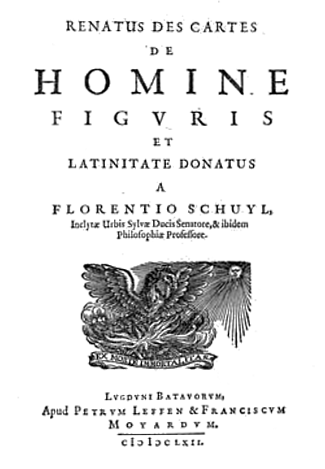
Frontespizio dell'opera De Homine del filosofo Cartesio.

Cartesio sosteneva che vi fossero due entità separate: la mente (o anima, o spirito) e il corpo. Di conseguenza, egli sviluppò una visione dualistica, basata sulla dicotomia mente-corpo. Nel suo modello filosofico, il corpo è un genere di cosa, e la mente (o spirito) è un altro.
Questo approccio concettuale non si presta a una ricerca scientifica, per cui la maggior parte degli psicologi e neuroscienziati di oggi rifiutano il dualismo cartesiano.
Ciò ha, però, evidenziato la difficoltà di trovare un'alternativa teorica.

#### Monismo
La posizione opposta, il monismo, sostiene che esiste un solo tipo di enti, a cui appartengono sia la mente che il corpo. Le sensazioni, come per esempio il rosso di un pomodoro, rappresentano semplicemente il pattern di attivazione di determinate cellule cerebrali. Molti, però, trovano questo approccio teorico insoddisfacente, perché in realtà esso non affronta il fatto che il rosso di un pomodoro e un pattern di attivazione nella regione V4 del sistema visivo appaiono nettamente diversi. Colmare la differenza è quello che le moderna neuroscienze chiama il difficile problema.

#### Prospettivismo

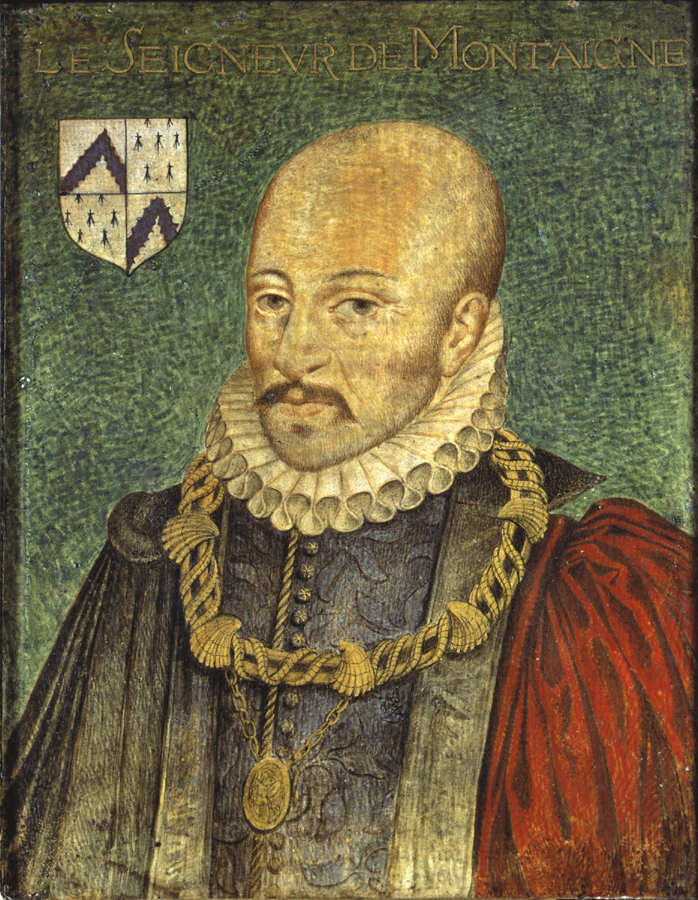
Montaigne ritratto con la catena dell'Ordine di San Michele conferitagli nel 1571 da Carlo IX

La neuro-psicoanalisi risponde a questa sfida tramite un monismo a due facce, a volte indicato come prospettivismo. In questa prospettiva noi siamo intrinsecamente monisti, i nostri cervelli compresa la mente, sono fatti di una sola tipologia di entità: le cellule, ma noi percepiamo questa cosa in due modi diversi.
La prima è la via che indicano i neuroscienziati, essi sezionano il cervello con bisturi e microscopio o con scansioni cerebrali e poi tracciano percorsi neurochimici. La neurologia invece osserva la mente dal di fuori, cioè, attraverso l'esame neurologico: questionari, il Boston Naming test o Wisconsin Sorting, con linee bisettrici, agendo dal di fuori come si utilizza un cacciavite, e così via. I neurologi possono confrontare i cambiamenti nella funzione psicologica che l'esame neurologico mostra con i cambiamenti associati nel cervello, sia post mortem o per mezzo di moderne tecnologie di diagnostica per immagini.
L'altro modo è la via di Cartesio o degli psicoanalisti. Possiamo osservare "soggettivamente", da dentro una mente, come ci sentiamo e quello che pensiamo. Freud affinò questo tipo di osservazione facendo libere associazioni. Egli sostenne ciò e da un secolo la sua terapia conferma che questa è la tecnica migliore che abbiamo per conoscere le complesse funzioni mentali e che la semplice introspezione non sarà rivelatrice. Comunque attraverso la psicoanalisi, noi possiamo scoprire il funzionamento dell'inconscio della nostra mente.

### Gli albori
Il fondatore del metodo psicoanalitico, Sigmund Freud, era egli stesso un neuropatologo (svolse ricerche sulla neuropatologia del midollo spinale insieme ad Ernst Brücke).
Il suo primo libro sulla nevrosi fu Progetto di una psicologia (Entwurf einer Psychologie), del 1895, pubblicato solo 12 anni dopo la sua morte, che presentava un abbozzo di tentativo di spiegare da un punto di vista neurologico i processi psichici, compresi quelli in seguito definiti come inconsci. Il neuroscienziato Pribram e lo psicoanalista Gill sottolineano che molti dei concetti di quello che divenne noto come metapsicologia nella teoria psicoanalitica sono stati impostati con la massima chiarezza in questo manoscritto del 1895 come una teoria biologica di controllo cognitivo. Essi indicano una possibile revisione della psicoanalisi come una disciplina puramente psicologica, con l'osservazione del comportamento e tecniche di analisi come le relazioni verbali anche perché ci sono prove che Freud si basava su ipotesi neurologiche e biologiche, anche se non esplicitamente riconobbe o negò ciò.
Infatti, molti dei suoi scritti iniziali sono concentrati sulla dimensione organica delle dipendenze e sui meccanismi neuronali dell'ipnosi: Scritti sulla cocaina; cosa che dà una chiave di lettura e di interpretazione nuova.
Il lavoro iniziale non fu completato, e Freud abbandonò i tentativi di fusione delle sue teorie psicoanalitiche sul trauma sessuale con le conoscenze neurologiche. Non fece più tentativi di collegamento tra la psicoanalisi e le neuroscienze, ma espresse l'opinione che la conoscenza del cervello sarebbe poi stata soppiantata dalla psicoanalisi. Abbandonò così il punto di vista biologico per necessità:
(S. Freud)
Dopo questa iniziale "intuizione", le due discipline hanno poi proseguito nel loro sviluppo storico e concettuale negli anni, rimanendo a lungo separate in quanto ritenute paradigmi non unificabili; o, peggio, quella di derivazione freudiana veniva considerata errata dai neurofisiologi.
Alcuni psicoanalisti e neuroscienziati, tuttavia, hanno nel tempo espresso progressivo interesse per un possibile dialogo interdisciplinare.

### XXI secolo
Dialogo che si è concretizzato nel 2000 a Londra quando si è svolto il primo congresso internazionale di neuropsiconalisi; tra i membri fondatori della "Società Internazionale di Neuropsicoanalisi" vi sono eminenti neurofisiologi quali Antonio Damasio (1944), Eric Kandel (1929), Gerald Edelman (1929), Helen S. Mayberg (1956), Jaak Panksepp (1943), Joseph LeDoux (1949), Oliver Sacks (1933), Vilayanur S. Ramachandran (1951), ed autorevoli esponenti del pensiero psicoanalitico quali Charles Brenner e André Green. L'obbiettivo dichiarato di questa nuova disciplina scientifica è quello di individuare quali siano le aree cerebrali che operano funzionalmente in relazione ai fenomeni psicodinamici, per primi individuati da Sigmund Freud.
Michael Harvey della Società Psicoanalitica Internazionale si riferisce alla neuropsiconalisi come un settore emergente negli studi di neurologia, che è attualmente oggetto di un'esplorazione interdisciplinare tra la neurologia, la neuropsicologia, la neuroanatomia e la psicoanalisi ed è proposta con il metodo dell'osservazione clinico-anatomica proposto da Freud quando lavorava come un neurologo). Questo insieme alla neuropsicologia dinamica, fondata  Aleksandr Romanovič Lurija (1902-1977) nel 1939, i cui principi di approccio alla psicoanalisi sono quelli di accettare che le funzioni fisiologiche superiori del cervello si attuino con l'interazione dinamica di diverse aree in tutto il cervello, e non siano affatto il risultato di un funzionamento centralizzato.

## Metodologie d'indagine
- Metodo anatomo-clinico
- Osservazione degli effetti funzionali in risposta ad agenti psicofarmacologici

## Sviluppi sperimentali
La disciplina, negli ultimi 10 anni, si è molto sviluppata anche grazie alle tecniche di diagnostica per immagini come la tomografia a emissione di fotone singolo, tecnica che permette di "visualizzare" il funzionamento del cervello anche sotto l'effetto di farmaci o altri tipi di stimolazione.
I neuropsicoanalisti hanno cercato di approfondire le conoscenze che si riferiscono al funzionamento dell'inconscio (e talvolta del cosciente), studiandole tramite tecniche proprie della psicoanalisi e della fisiologia sperimentale dei processi cerebrali sottostanti.
Tra i risultati e le linee di ricerca recenti:
- La "coscienza" è limitata (5-9 bit di informazioni), rispetto al pensiero emotivo ed inconscio con sede nel sistema limbico.[4]
- Il processo secondario del pensiero, orientato verso la realtà, può essere inteso sotto il controllo esecutivo dei sistemi del lobo frontale.[4]
- I sogni, le confabulazioni (narrazione di eventi mai accaduti), e altre simili espressioni significative dei processi primari del pensiero, sembrano rispondere al manifestarsi di desideri con una perdita del controllo esecutivo del sistemi di ricerca mesocorticale e mesolimbico.[4][19]
- La libido secondo il modello di Freud, corrisponderebbe ad un meccanismo di ricerca che è sotto controllo dopaminergico.[20]
- La "pulsione" (o "drive") può essere intesa come una serie di emozioni di base (istruzioni per azione), come il giocare, la ricerca, la cura, la paura, la rabbia, la tristezza, ancorate alle regioni pontine, in particolare nel nucleo grigio periacqueduttale, e alle proiezioni corticali. La ricerca in tal senso è costantemente attiva.[20]
- Azioni apparentemente razionali e consapevoli sono guidate dal sistema limbico e da emozioni che sono inconsce.[21]
- La repressione del trauma dovuto ad un insulto ormonale richiede un'azione di ritrascrizione da parte dell'ippocampo.
- L'amnesia infantile (l'assenza di memoria tipica dei primi anni di vita) si verifica perché l'emisfero sinistro verbale si attiva più tardi, nel secondo o terzo anno di vita, dopo l'emisfero destro che controlla il non-verbale. Ma i bambini hanno ricordi di tipo procedurale ed emotivi.[22][23]
- I bambini fanno nel primo anno esperienze di attaccamento, e nel secondo anno (circa) esperienze di disapprovazione che stabiliscono percorsi che regolano le emozioni e influiscono profondamente sulla personalità adulta.[22]
- Il comportamento edipico (osservabile nei primati) può essere inteso come lo sforzo per integrare i sistemi della lussuria (testosterone-driven), dell'amore romantico (dopamina-driven), e l'attaccamento (ossitocina-driven), in relazione alle persone chiave dell'ambiente.[24]
- Le differenze tra i sessi sono più fondate da aspetti biologici e meno comportamentali di come Freud credeva.[20]

## Critiche
Diversi psicoanalisti e biologi rifiutano la possibilità concettuale di unificare due discipline con metodi così diversi tra loro; tra essi, per esempio, Christophe Chaperot e Viorica Celacu Pisani che, secondo una visione cristiana, suggeriscono: dal momento che due scienze non si possono davvero unire, sulla base del requisito epistemologico di un'identità dei loro oggetti, la psicoanalisi e le neuroscienze sono destinati a mantenere le distanze.